# Біоелектричні потенціали
Біоелектри́чні потенціа́ли — електрична напруга, що виникає в органах, тканинах і окремих елементах клітин тваринних і рослинних організмів у процесі їхньої життєдіяльності. Біоелектричні потенціали зазвичай не перевищують 0,05 — 0,1 вольт. 
Виявляються біоелектричні потенціали за наявністю струму (так званого струму спокою при пошкодженні тканини і струму дії при збудженні тканини) в провіднику, що сполучає дві ділянки тканини. Пошкоджена або збуджена ділянка тканини при цьому завжди електронегативна. У деяких тканинах (сітківка ока, залозисті тканини) біоелектричні потенціали виявляються при відсутності пошкодження або збудження. 
Біоелектричні потенціали тісно пов'язані з обміном речовин, особливо з окисними процесами. При їх порушенні біоелектричні потенціали відповідно змінюються. Біоелектричні явища є істотним показником стану процесу збудження, яким супроводжуються всі прояви життєдіяльності організмів. Їх реєстрація є важливим методом вивчення функцій всього організму і окремих його органів як в експерименті, так і в клініці (електрокардіографія та ін.). Природа біоелектричних явищ та механізм їх виникнення остаточно не з'ясовані. 
Значний вклад у вивчення біоелектричних потенціалів внесли українські фізіологи Василь Данилевський, Василь Чаговець, Данило Воронцов та інші.

## Відведення біопотенціалів
Відведення біопотенціалів — варіант розташування електродів при реєстрації біопотенціалів.
- Відведення aVF — посилене В. кардіограми, при якому активний електрод розташований на лівій нозі.
- Відведення aVL — посилене В. кардіограми, при якому активний електрод розташований на лівій руці.
- Відведення aVR — посилене В. кардіограми, при якому активний електрод розташований на правій руці.
- Відведення V (син. В. грудне однополюсне) — загальна назва В. електрокардіограми, при якому активний електрод розташований в певних місцях поверхні грудної клітини.
- Відведення V1 — відведення V, при якому активний електрод розташований в четвертому міжребер'ї по правому краю грудини.
- Відведення V2 — відведення V, при якому активний електрод розташований в четвертому міжребер'ї по лівому краю грудини.
- Відведення V3 — відведення V, при якому активний електрод розташований по середині між відведеннями V2 і V4.
- Відведення V4 — відведення V, при якому активний електрод розташований в п'ятому міжребер'ї зліва по серединно-ключичній лінії.
- Відведення V5 — відведення V, при якому активний електрод розташований в п'ятому міжребер'ї зліва по передній пахвовій лінії.
- Відведення V6 — відведення V, при якому активний електрод розташований в п'ятому міжребер'ї зліва по середній пахвовій лінії.
- Відведення V7 — відведення V, при якому активний електрод розташований в п'ятому міжребер'ї зліва по задній пахвовій лінії.
- Відведення V8 — відведення V, при якому активний електрод розташований в п'ятому міжребер'ї зліва по лопатковій лінії.
- Відведення V9 — відведення V, при якому активний електрод розташований в п'ятому міжребер'ї зліва по біляхребтовій лінії.
- Відведення VF — В. електрокардіограми по Уілсону, при якому активний електрод розташований на лівій нозі.
- Відведення VL — В. електрокардіограми по Уілсону, при якому активний електрод розташований на лівій руці.
- Відведення VR — В. електрокардіограми по Уілсону, при якому активний електрод розташований на правій руці.
- Відведення біполярне — див. відведення двохполюсне.
- Відведення внутрішньоклітинне — В. при якому електрод розташований всередині досліджуваної клітини.
- Відведення інтракардіальні (В. ендокардіальні, В. внутрішньополосні) — В. електрокардіограми серця, при якому одне або два електрода вводять в порожнини серця (за допомогою зонду або під час операцій на відкритому серці).
- Відведення по Гольденбергу — див. В. підсилене.
- Відведення грудне однополюсне — див. В. V.
- Відведення двополюсне (син. В. біполярне) — В., при якому обидва електрода розташовані в електричному полі досліджуваного об'єкта.
- Відведення двополюсні грудні (син. відведення електрокардіограми по Небу) — В.д., при якому електроди розташовуються на поверхні грудної клітини.
- Відведення двополюсне грудні А — В.д.г. при якому електрод встановлений на другому міжребер'ї зліва, а другий — в області верхівкового поштовху.
- Відведення двополюсне грудні D — В.д.г. при якому електрод встановлений на другому міжребер'ї зліва, а другий — в області верхівкового поштовху на задню підпахвову лінію.
- Відведення двополюсне грудні І — В.д.г. при якому електрод встановлений в області верхівкового поштовху на задню підпахвову лінію, а другий — в області верхівкового поштовху.